# Fides
Fides – w mitologii rzymskiej uosobienie (personifikacja) przyrzeczenia i wierności.
Przedstawiano ją jako starszą od Jowisza siwowłosą kobietę, co miało symbolizować prymat łączonego z nią ładu społecznego i politycznego w życiu publicznym. Świątynię na Palatynie miała wznieść ku jej czci już wnuczka Eneasza – Rome. Ofiary składano jej prawą ręką owiniętą białym płótnem.
Na rewersach monet rzymskich była wyobrażana z kłosami zboża i paterą pełną owoców, często także (jako Fides Militum, Fides Exercitus – wierność wojska) dzierżąca dwa znaki wojskowe (legionowe).